# لويز كيلر
لويز كيلر (بالألمانية: Luise Keller)‏ هي دراجة ألمانية، ولدت في 8 مارس 1984 في ينا في ألمانيا.

## وصلات خارجية
- لويز كيلر على موقع الاتحاد الدولي للدراجات (الإنجليزية)
- لويز كيلر على موقع أرشيف الدراجات (الإنجليزية)
- لويز كيلر على موقع إحصائيات الدراجات الإحترافية (الإنجليزية)
- لويز كيلر على موقع نسبة الدراجات (الإنجليزية)